# Stamväg 93

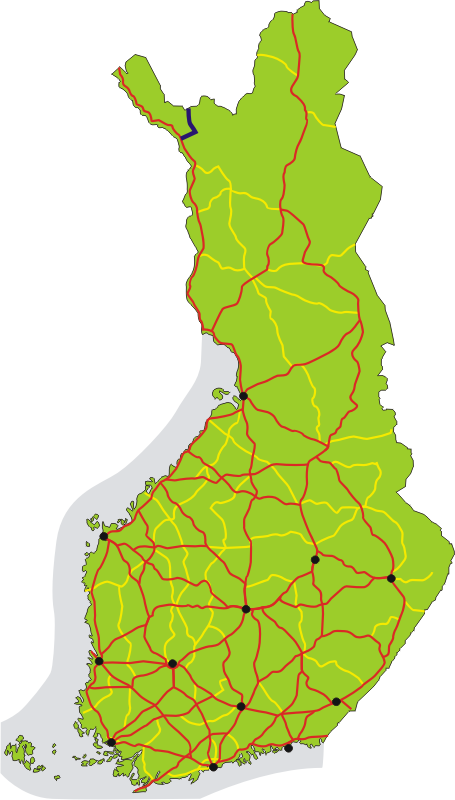
Stamväg 93 markerad med mörkblått på kartan.

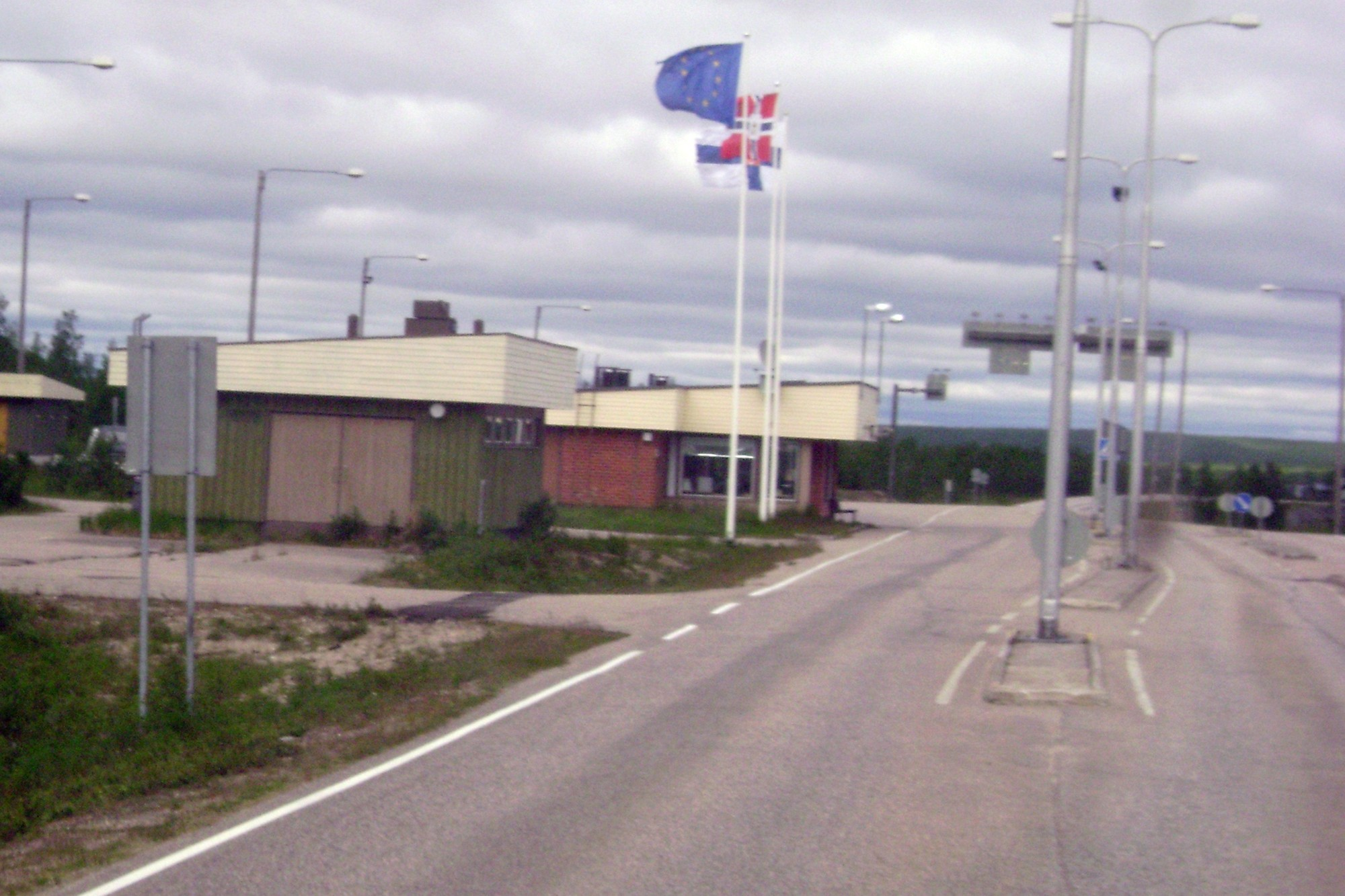
Gränsöverfarten mot Norge.

Stamväg 93 är en av Finlands huvudvägar. Den går inom Enontekis kommun, från E8 i Palojoensuu via centralorten Hetta till Kivilompolo. Vägen är även europaväg E45 och på norska sidan fortsätter den som E45. Stamvägen är 63 km lång.
Vägen är en del av den snabbaste vägen mellan södra Sverige och Nordkap (Stockholm–Luleå–Pajala–Enontekis–Alta). År 2016 beslutades att förlänga europaväg E45 med sträckan Karesuando–Alta, varvid stamväg 93 fick europavägsstatus. Det trädde i kraft i december 2017.

## Anslutningar
- E8/Riksväg 21
- Regionalväg 956
- norska E45 (norsk artikel).